# Książęcy Las
Książęcy Las – osada leśna w Polsce położona w województwie wielkopolskim, w powiecie leszczyńskim, w gminie Święciechowa. 
W latach 1975–1998 miejscowość administracyjnie należała do województwa leszczyńskiego.